# Pericoma salfii
Pericoma salfii är en tvåvingeart som först beskrevs av Sara 1951.  Pericoma salfii ingår i släktet Pericoma och familjen fjärilsmyggor. Inga underarter finns listade i Catalogue of Life.